# Шевалье, Шарль-Виктор-Реомюр
Шарль-Викто́р-Реомю́р Шевалье́ (20 июля 1810 — 23 марта 1873) — французский морской инженер.

## Биография
Получил военное образование, в 1831 году стал сержант-майором. В 1837—1838 годах работал в портах Уаза и Бреста, в 1839 году — на железной дороге Париж-Руа, в 1840 году — в Bassin de Vauban в Руане. 
В 1851 году был назначен адъюнкт-профессором, а в 1853 году — ординарным профессором кафедры морских сооружений в Школе мостов и дорог. С 1858 года был заместителем генерального инспектора гидротехнических сооружений французского флота. В 1864 году вошёл в состав Высшего совета по Суэцкому каналу. В 1868 году был назначен генеральным инспектором дорог и мостов Франции.
Напечатал в «Annales des ponts et chaussées» следующие статьи: Considérations sur l’influence des pentes des chemins de fer (1839); Recherches expérimentales sur la constructions des portes d’écluses (1850); Etude sur l’établissement d’un sas dans un port à marées (1853); Notice sur les pieux et corps morts à vis (1855); Note sur les écluses tronquées en maçonnerie (1867).